# Demografia do Espírito Santo

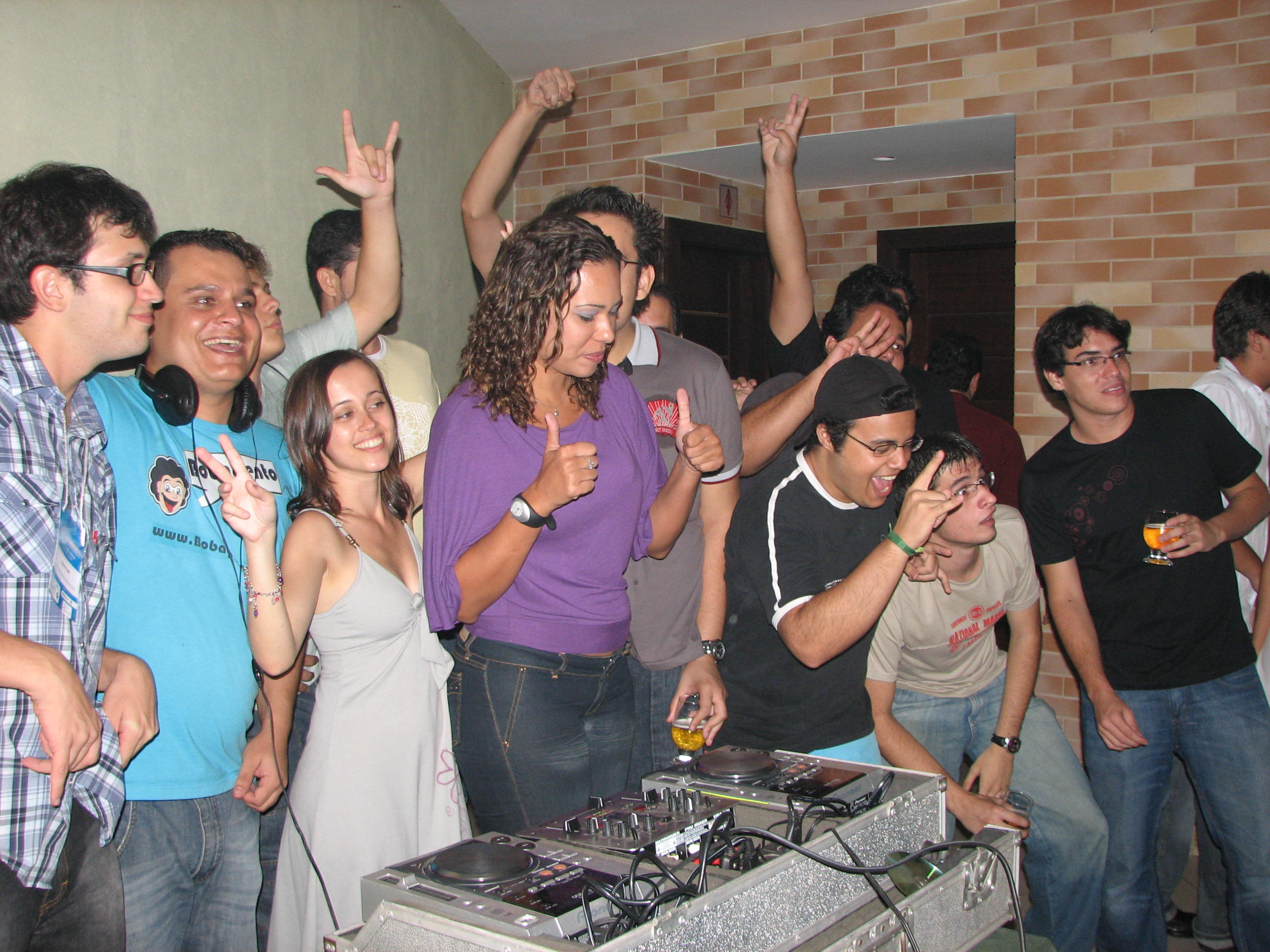
Capixabas.

Demografia do Espírito Santo é o estudo estatístico da população espírito-santense: sua composição (étnica, cultural, religiosa, econômica, por gênero etc.), quantidade e distribuição pelo território (urbano e rural) desse estado brasileiro. De acordo com o Censo 2010, conduzido pelo IBGE, naquele ano a população do Espírito Santo (ES) era de 3 514 952 pessoas, mas atualmente (2014) o mesmo IBGE estima que essa população seja de 3 885 049 habitantes.

## Composições

### Quantitativa
A área territorial do ES é de aproximadamente 46 095,583 de quilômetros quadrados,. o que significa que em 2010 a densidade populacional do estado era de aproximadamente 76,25 hab./km2 Como se poderá observar no gráfico abaixo, desde a década de 1940 a população do ES tem aumentado pouco, porém continuamente, a uma taxa de aproximadamente 2% ao ano:
Evolução populacional do Espírito Santo

Densidade demográfica do Espírito Santo.
0-15 hab/km² hab
15-20 hab/km² hab
20-50 hab/km² hab
50-100 hab/km² hab
100-200 hab/km² hab
200-500 hab/km² hab
Acima de 500 hab/km² hab

Ainda segundo o censo demográfico de 2010, o Espírito Santo é o 14.º estado mais populoso do Brasil e o décimo primeiro mais urbanizado.

### Por gênero
Conforme os dados censitários de 2010, 1 731 218 habitantes (49,25% do total do estado) eram homens e 1 783 734 (50,75% do total do estado) eram mulheres.

### Por zona de domicílio
De acordo com o Censo de 2010, a população total do ES residindo em zonas urbanas era de 2 931 472 de habitantes (83,4% do total do estado), o que significa que em 2010 o total de pessoas residindo nas zonas rurais do ES era de 583 480 habitantes (16,6% do total do estado).

### Étnica
A PNAD de 2008 investigou a distribuição populacional espírito-santense por cor da pele ou raça, chegando aos seguintes números:
| Cor ou raça                      | Quantidade de indivíduos | % da população do estado |
| -------------------------------- | ------------------------ | ------------------------ |
| Brancos                          | 1 489 759                | 42,2                     |
| Pretos                           | 300 070                  | 8,5                      |
| Pardos                           | 1 715 694                | 48,6                     |
| Amarelos (asiáticos e indígenas) | 24 712                   | 0,7                      |

#### Nativos
Quando os portugueses, em 23 de maio de 1535, capitaneados pelo fidalgo Vasco Fernandes Coutinho, tomaram posse da Capitania do Espírito Santo, depararam-se com indígenas de diversas culturas que dominavam o litoral e o interior e que impuseram à Coroa Portuguesa severa resistência ao processo de colonização. Apenas na primeira metade do século XVII as lutas tiveram fim, com a definitiva derrota dos indígenas. A partir daí o processo de aculturação deu-se de forma acelerada, e rapidamente as diversas etnias foram absorvidas e integradas pelas populações de origem portuguesa e africana, bem como, no decorrer das décadas, por imigrantes europeus de outras nacionalidades, como alemães e italianos. Nos dias atuais, um reduzidíssimo número de indígenas das etnias tupiniquim e guarani ainda procura manter viva sua cultura e tradições, fragilizadas pela sociedade como um todo, que se baseia em valores bem diferentes e até opostos aos deles. Sobrevivem em reservas situadas ao norte da capital Vitória, sendo Caieiras Velhas, no município de Aracruz, a mais representativa. Ela abriga descendentes dos primeiros Tupiniquins aqui encontrados, praticando agricultura de subsistência e artesanato. Na década de 1980, um acordo firmado entre a Fundação Nacional do Índio (FUNAI) e a prefeitura de Aracruz permitiu a criação, na reserva, de escolas para ensino de nível fundamental e de creches. Na mesma época, por iniciativa da Legião Brasileira de Assistência (LBA), foram introduzidos cursos profissionalizantes, como uma tentativa de reduzir a grande exclusão social a que o processo histórico submeteu os indígenas. Muitos indivíduos, dada a dificuldade de sobrevivência nas reservas, migram para os grandes centros urbanos capixabas para trabalhar em ofícios mal remunerados (posto que a mão-de-obra é desqualificada para as exigências do mercado) ou em ocupações marginais como a prostituição.
Culturalmente falando, foi fundamental a contribuição indígena (a também a africana) no que tange à linguística, porque enriqueceu sobremaneira a língua portuguesa inicialmente falada em território capixaba. Num processo idêntico ao que ocorreu com todo o Brasil, foi graças aos termos, prefixos e sufixos próprios da língua tupi-guarani (e também as de origem africana) que o português adquiriu sotaques e cadência diferenciados da Pátria-Mãe.

#### Italianos
O Espírito Santo abriga uma das maiores colônias italianas do Brasil. Os imigrantes foram atraídos para o estado a fim de ocupar inicialmente a região das serras. Os imigrantes foram obrigados a enfrentar a mata virgem e foram abandonados pelo governo à própria sorte. A situação de miséria vivida por muitos colonos fez com que, em 1895, o governo italiano proibisse a emigração de seus cidadãos para o Espírito Santo. De qualquer forma, a contribuição italiana para a cultura e economia do estado foi de fundamental importância e, hoje, o estado possui a maior porcentagem de ítalo-descendentes do Brasil, atualmente prósperos na capital ou nas cidades do interior, onde mantêm as tradições seculares de seus antepassados. Devido ao isolamento de mais de um século, as colônias italianas do interior do Espírito Santo ainda mantêm costumes dos imigrantes e muitos dos descendentes ainda falam dialetos italianos.
Os italianos veem-se muito presentes na vida da sociedade capixaba. Foram eles quem fundaram muitas das cidades, e há ainda vários grupos de dança típica italiana e festas de inspiração italiana, assim como muita influência culinária. Municípios como Alfredo Chaves, Venda Nova do Imigrante, Afonso Cláudio, Santa Teresa, Mimoso do Sul, Castelo, Alegre, Pancas, Muniz Freire, Marechal Floriano, Vargem Alta e Muqui são exemplos típicos. A parte da presença massiva de pratos de origem italiana na mesa capixaba, outros aspectos, como os sobrenomes, atividades como a fabricação de queijo, macarrão, vinho e as plantações de uva, nos lembram essa forte influência. Outro exemplo são pequenas propriedades agrícolas que hoje retornam às raízes italianas para promover o agroturismo, um mercado potencialmente lucrativo. A primeira colônia de imigrantes italianos do Brasil foi construída no Espírito Santo, no município de Santa Teresa, em 1875. Os italianos começaram a chegar em peso a partir de 1879, 50 anos após os alemães.
Atualmente, 65% da população (1,9 milhões de pessoas), já bastante miscigenados com outras etnias, possui ascendência italiana, ou é descendente de italianos, sendo o estado brasileiro com a maior porcentagem de ítalo-descendentes na população. Porém, a historiadora Maria Cristina Dadalto critica essa informação que, segundo ela, é um "mito". Não existe nenhuma pesquisa que comprove esse dado, mas "uma profícua produção literária produzida sobre a imigração italiana no estado ajudou a construir e a fortalecer este mito".

Essa grande miscigenação, ocorreu nas décadas de 1940 até 1980, quando as grandes cidades do estado começaram a se industrializar, isso atraiu muitas famílias do interior do estado (os italianos), para a Grande Vitória, onde havia grande concentração, sobretudo de pessoas de ascendência portuguesa e espanhola, além de boa parte da população local ser parda, esse êxodo rural, causou grande miscigenação de culturas no estado.

#### Alemães
Outra grande presença no estado é a dos alemães, que foram dos primeiros a cultivar o solo mais distante da costa, começaram a chegar em 1847, fundando a vila de Santa Isabel, em Domingos Martins, onde foi construída a primeira Igreja Luterana com Torre da América Latina, a vila de Santa Isabel foi uma das primeiras colônias de imigrantes do Brasil. Assim como a comunidade italiana, ainda retém muitos aspectos da vida de antanho, como grupos de dança típicos e festas como a Sommerfest, em Domingos Martins, que também é de inspiração alemã.
Outro grupo próximo ao alemão é o pomerano, que originalmente veio de uma região entre a Alemanha e Polônia, que sofria com a pobreza e com as invasões polonesas e prussianas. A principal atividade dos pomeranos é a agricultura, eles se concentram em Santa Maria de Jetibá, e mantém muito de sua cultura e idioma preservados, seu idioma, o pomerano, tem como um dos últimos refúgios o estado, onde em cidades bilíngües é usado como língua mais falada pelos habitantes, sendo até ensinado nas escolas, juntamente com o português.
Dois municípios capixabas mantêm o pomerano como segunda língua oficial (além do português): Vila Pavão e Santa Maria de Jetibá. Também foi aprovada em agosto de 2011 a PEC 11/2009, emenda constitucional que inclui no artigo 182 da Constituição Estadual a língua pomerana, junto com a língua alemã, como patrimônios culturais do Estado.

#### Afrodescendentes
A presença de negros deve-se, como em todo resto da federação, ao passado escravocrata. Nota-se a forte presença do negro no estado, desde o século XVI, com as principais concentrações em São Mateus (o maior centro de escravos da capitania), Vitória, Cachoeiro do Itapemirim. Essa concentração predominantemente no litoral onde localizavam-se os latifúndios escravistas, pois no interior, as plantações eram na forma de pequenas propriedades, cultivadas por imigrantes europeus. Segundo alguns historiadores, mesmo após 1850, com a proibição do tráfico, essa região ainda recebeu escravos provenientes do contrabando.

#### Outras etnias
Também é notável a presença no Espírito Santo de outras etnias, como a dos poloneses, no município de Águia Branca, dos suíços, espalhados pelo estado, sobretudo na região serrana, entre Santa Leopoldina e Santa Maria de Jetibá, dos austríacos, vindos da região do Tirol, conhecidos também como tiroleses, vivendo em Santa Leopoldina, e de um pequeno grupo de belgas, luxemburgueses e libaneses, que habitam principalmente o município de Guarapari.

### Principais municípios do Espírito Santo
- Vitória, a capital do estado, tem o terceiro melhor IDH entre as capitais do Brasil.[39] Construída numa ilha montanhosa, o que também dificultou seu crescimento, mas foi fundamental para sua fundação de 105 km². É ligada ao continente pela Ponte Florentino Avidos,[40] pela Ponte do Príncipe (Segunda Ponte)[40] e Terceira Ponte ao sul,[40] e pelas pontes da Passagem,[40] Ayrton Senna[40] e de Camburi ao norte.[40] Vitória é a capital e o mais importante município capixaba. Centro comercial e cultural, destaca-se também pelos importantes portos: Tubarão[40] e Vitória.[40] A capital forma com os municípios de Cariacica, Fundão, Guarapari, Serra, Viana e Vila Velha a Região Metropolitana de Vitória,[41] conhecida como Grande Vitória, que abriga 1.627.651 hab (2005), sendo Vila Velha o município de maior população.[42]
- Cachoeiro de Itapemirim é o principal centro urbano do sul do estado.[42] Além de centralizar grande parte da produção agrícola e pecuária desta região,[43] o município destaca-se ainda pelo seu parque industrial.[43]
- Colatina, centro econômico da Região Noroeste capixaba,[44] com influências até o leste mineiro juntamente com Ecoporanga, São Gabriel da Palha, Nova Venécia e Barra de São Francisco.
- Linhares, na foz do rio Doce, é o maior e principal município da região norte do estado.[45] Vem apresentando notável crescimento após o início da exploração de petróleo e gás,[46] e vem se destacando nas áreas Industrial e Agrícola,[46] principalmente por causa da fábrica da empresa Coca Cola e pelas plantações de eucalipto.[46]
- Itapemirim, município do sul do estado, vem obtendo crescimento econômico com a produção, manipulação e beneficiamento de pescados,[47] e também petróleo na bacia do Espírito Santo juntamente com seus vizinhos; com os municípios de Presidente Kennedy, Marataízes, Piúma e Anchieta a região metropolitana expandida sul se consolida como uma força de crescimento para o estado.
- Afonso Cláudio é a mais importante e o maior município da região serrana. Com a maior população da região, se torna o maior centro economico e industrial da região serrana.[48]

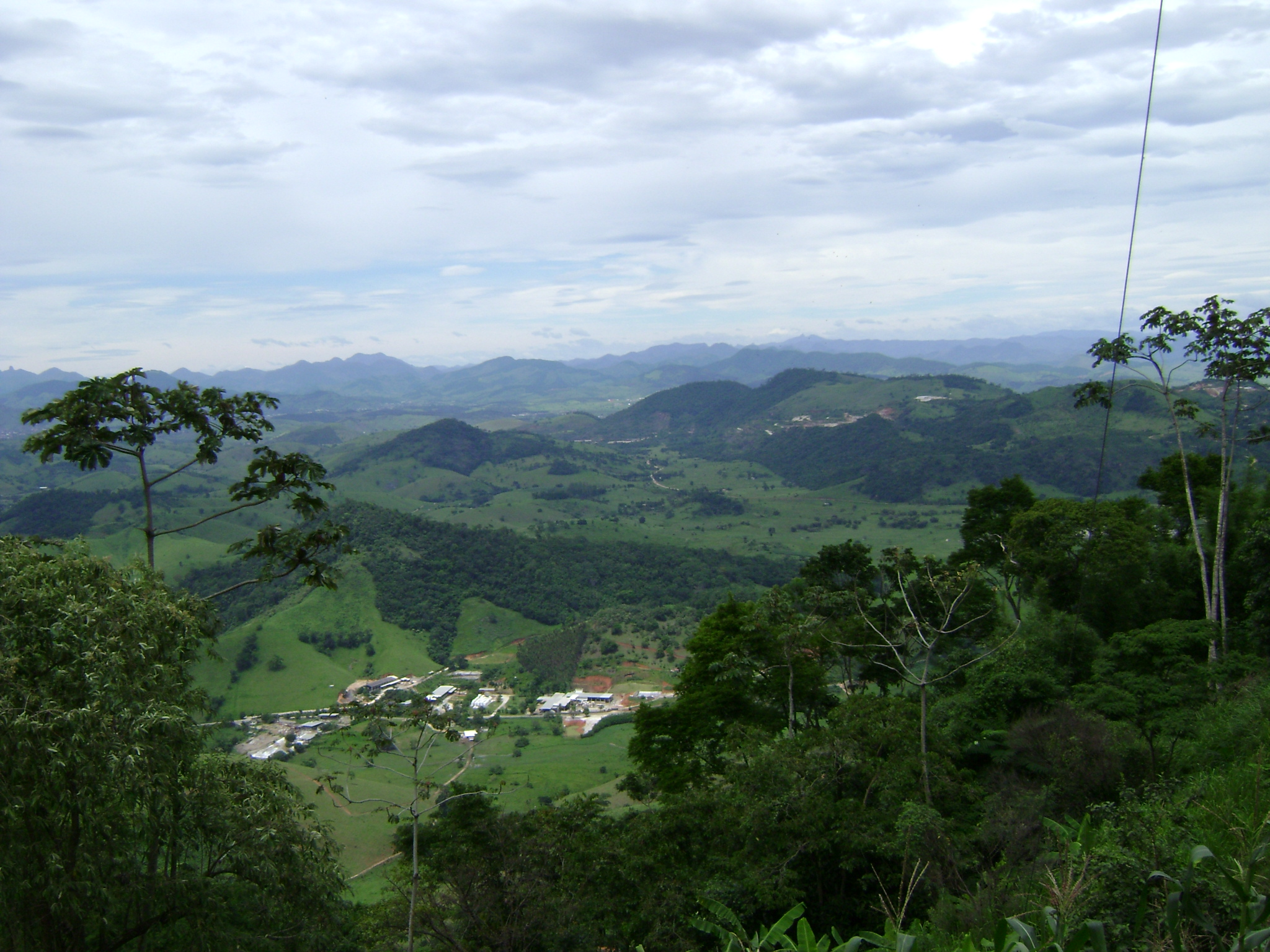
Venda Nova do Imigrante.

- Venda Nova do Imigrante é a capital nacional do agroturismo.[49] Segunda maior cidade da região serrana, perdendo apenas para Afonso Cláudio, abriga os imigrantes italianos, e tem um ótimo padrão de vida. O Agroturismo é muito forte e encontram-se várias fábricas de produtos do campo.
- São Mateus é uma das cidades do extremo norte, sendo a segunda cidade mais antiga do estado. Seu crescimento econômico está focado na extração de petróleo e gás natural. Na cidade está localizada o campus Norte da UFES. Possui forte apelo turístico, principalmente de temporada. Sua principal praia, Guriri, chega a ser conhecida nacionalmente.[50]
- Vila Velha é a cidade mais antiga e mais populosa do estado, com quase 500 mil habitantes localizada na Grande Vitória; é também o segundo melhor IDH do estado. A cidade vem experimentando rápido desenvolvimento e progresso; nela fica também a principal rodovia estadual, a Rodovia do Sol. Possuí muitas fábricas, inclusive a maior fábrica de chocolate do Brasil, e um porto, o de Capuaba.[51]
- Serra é o segundo município mais populoso do estado, localizado na Grande Vitória. Nele fica localizado o Porto de Tubarão, e existem vários balneários importantes no local, como Jacaraípe e Nova Almeida. A cidade possui o maior polo industrial do estado, tendo em seu território os centros industriais Civit I, Civit II e o TIMS. A ArcelorMittal Tubarão também se faz presente no município, sendo a maior siderúrgica do estado e uma das maiores do país.[52]
- Cariacica, localizado na Grande Vitória, é mais populosa que a capital Vitória, porém possuí o menor IDH da região, sendo uma grande periferia da capital. A maior atividade econômica e geradora de empregos é a Fábrica da Coca-Cola, maior fábrica da empresa no Brasil. A cidade é cortada por 2 das mais importantes rodovias do Brasil, a BR-101 e a BR-262.[53]
- Guarapari: cidade com menos de 100.000 habitantes, com forte vocação para o turismo, atrai muitos turistas de todo o Brasil, por causa de suas praias e ilhas.[54]